# Mikhail Gromov (aviateur)
Pour les articles homonymes, voir Gromov.
Ne doit pas être confondu avec Mikhail Gromov.
Mikhail Mikhailovich Gromov (en russe : Михаи́л Миха́йлович Гро́мов), né le 23 février 1899 à Tver et mort le 22 janvier 1985 à Moscou, est un aviateur soviétique.

## Biographie
Son père, Mikhaïl Konstantinovitch Gromov, est issu de l'intelligentsia et sert comme médecin militaire. Sa mère, Lyubov Ignatievna Andreeva, est issue d'une famille paysanne et a reçu une formation d'obstétricienne. Gromov passe son enfance à Kalouga, Rzhev, et Myza-Raevo (près de Moscou). Il est diplômé de l'école Voskresensky Real à Moscou et continue à étudier à l'Université technique d'État de Moscou-Bauman (IMTS) de 1916 à 1917. En 1917, il est diplômé des cours théoriques d'aviation à l'IMTS et commence son service militaire.
Après avoir obtenu son diplôme, il sert comme instructeur de vol et pilote militaire. En 1923, il remporte le championnat soviétique d'haltérophilie. En 1925, il commence à travailler comme pilote d'essai pour l'Institut de recherche de l'armée de l'air, testant les avions conçus par Andrei Tupolev et Nikolaï Polikarpov. De 1930 à 1941, il travaille ensuite à l'Institut central d'aérohydrodynamique et devient pilote en chef.
Il participe à des tests approfondis et à la promotion d'avions russes à travers l'Europe et l'Asie. Par exemple, de juin à septembre 1925, il pilote le Polikarpov R-1 lors d'un vol de groupe long-courrier de neuf avions sur la route Moscou - Pékin - Tokyo. Un an plus tard, en 1926, il effectue un vol promotionnel européen de 7 150 kilomètres à bord d'un Tupolev ANT-3 (en) sur la route Moscou - Königsberg - Berlin - Paris - Rome - Vienne - Prague - Varsovie - Moscou. Notamment, le 25 avril 1927, il effectue le premier saut en parachute soviétique depuis un Polikarpov I-1 lors d'un test qui impliquait que l'avion soit entré dans une vrille irrécupérable.
Du 10 au 12 septembre 1934, Gromov, AI Filin et IT Spirin effectuent un vol record en cercle fermé sans escale sur la route Moscou - Riazan - Kharkov à bord d'un Tupolev ANT-25, parcourant 12 411 kilomètres en 75 heures. Gromov reçoit par la suite le titre de Héros de l'Union soviétique pour cet exploit.
Le 12 juillet 1937, Gromov, Andrey Yumashev (en) et Sergey Danilin établissent un nouveau record de distance de vol sans escale de 10 148 kilomètres de Moscou à San Jacinto, en Californie, via le pôle Nord sur un Tupolev ANT-25.
De mars à août 1941, il est le premier directeur du Flight Research Institute (en), un centre de recherche et d'essais en vol à Joukovski. Le nom de Gromov sera attribué à l'institut en 1991 pour célébrer le 50e anniversaire de l'Institut. Pendant la Seconde Guerre mondiale, il prend le commandement de plusieurs unités :
- De décembre 1941 à février 1942, commandant de la 31e division d'aviation mixte (front de Kalinine).
- De février à mai 1942, commandant de l'armée de l'air du front de Kalinine.
- De mai 1942 à mai 1943, commandant de la 3e armée de l'air.
- De mai 1943 à juin 1944, commandant de la 1re armée de l'air.
- De 1944 à 1946, il dirige le département principal d'entraînement au combat de l'aviation de première ligne de l'armée de l'air.

Après la guerre, Gromov devient commandant adjoint de l'aviation à long rayon d'action de 1946 à 1949. Plus tard, jusqu'en 1955, il est chef du département du service aérien du ministère de l'Industrie aéronautique.
Il est élu député du Soviet suprême de l'URSS (1re convocation) de 1937 à 1946.
À la fin des années 1940, il initie la création de l'école de pilotes d'essai Fedotov.
De 1959 à 1961, il dirige la Fédération d'haltérophilie de l'URSS.
Gromov a utilisé son influence et sa renommée pour obtenir un réexamen du cas de Sergueï Korolev, ce qui a abouti au transfert de Korolev du camp de prisonniers de Kolyma au TsKB-29.
Gromov vivait à Moscou. Son épouse, Nina Georgievna Gromova (1922-2019), était une sportive équestre.
Il meurt le 22 janvier 1985 à Moscou et est enterré au cimetière de Novodievitchi.

## Hommages et distinctions
- (4920) Gromov

## Galerie

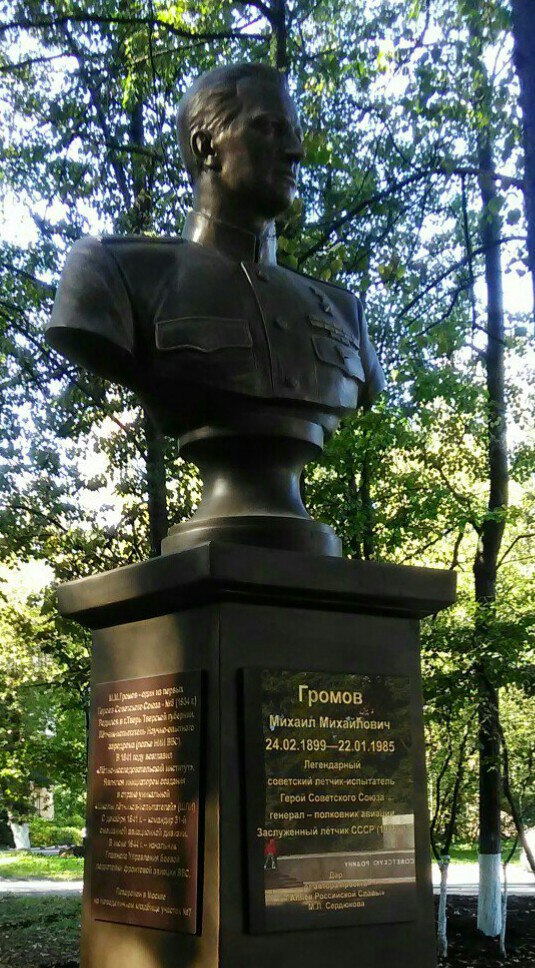
Monument en son honneur à Shchyolkovo près de Chkalovskii
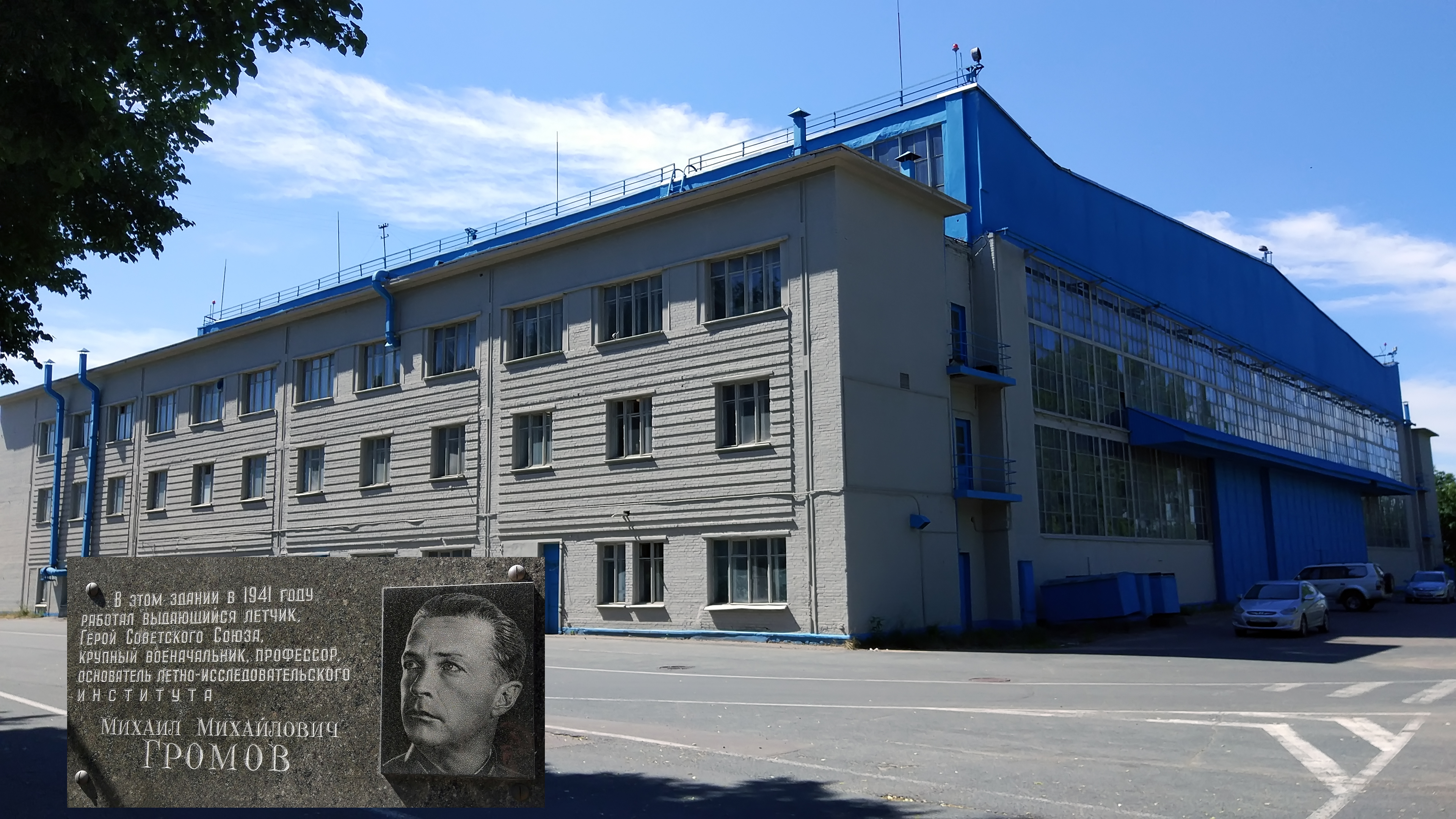
Plaque commémorative Mikhaïl Gromov sur le hangar 1 du Gromov Flight Research Institute
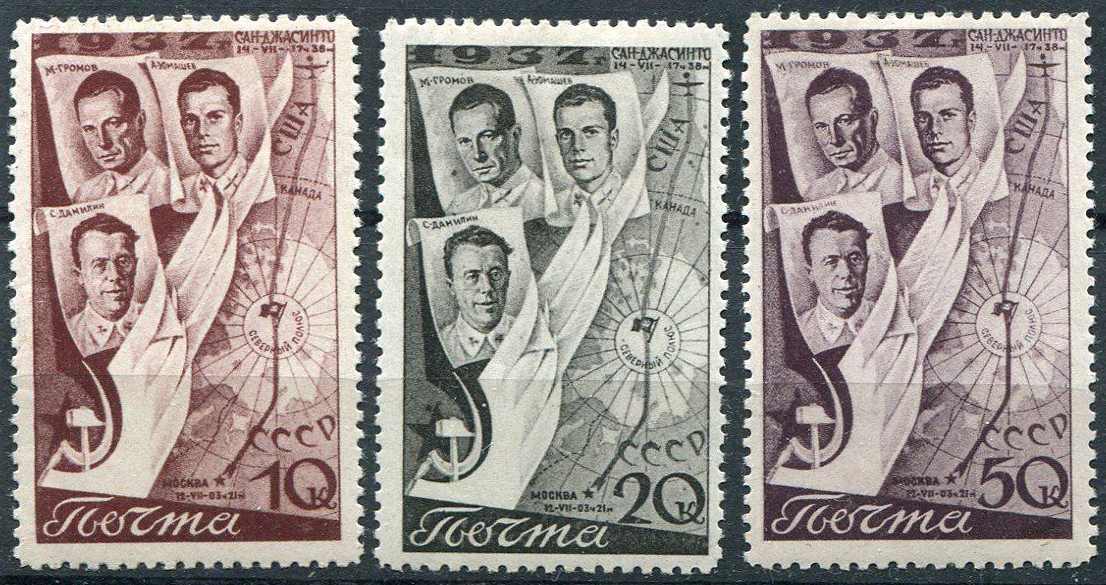
Danilin, Gromov et Yumashev sur les timbres-poste de l'URSS (1937)
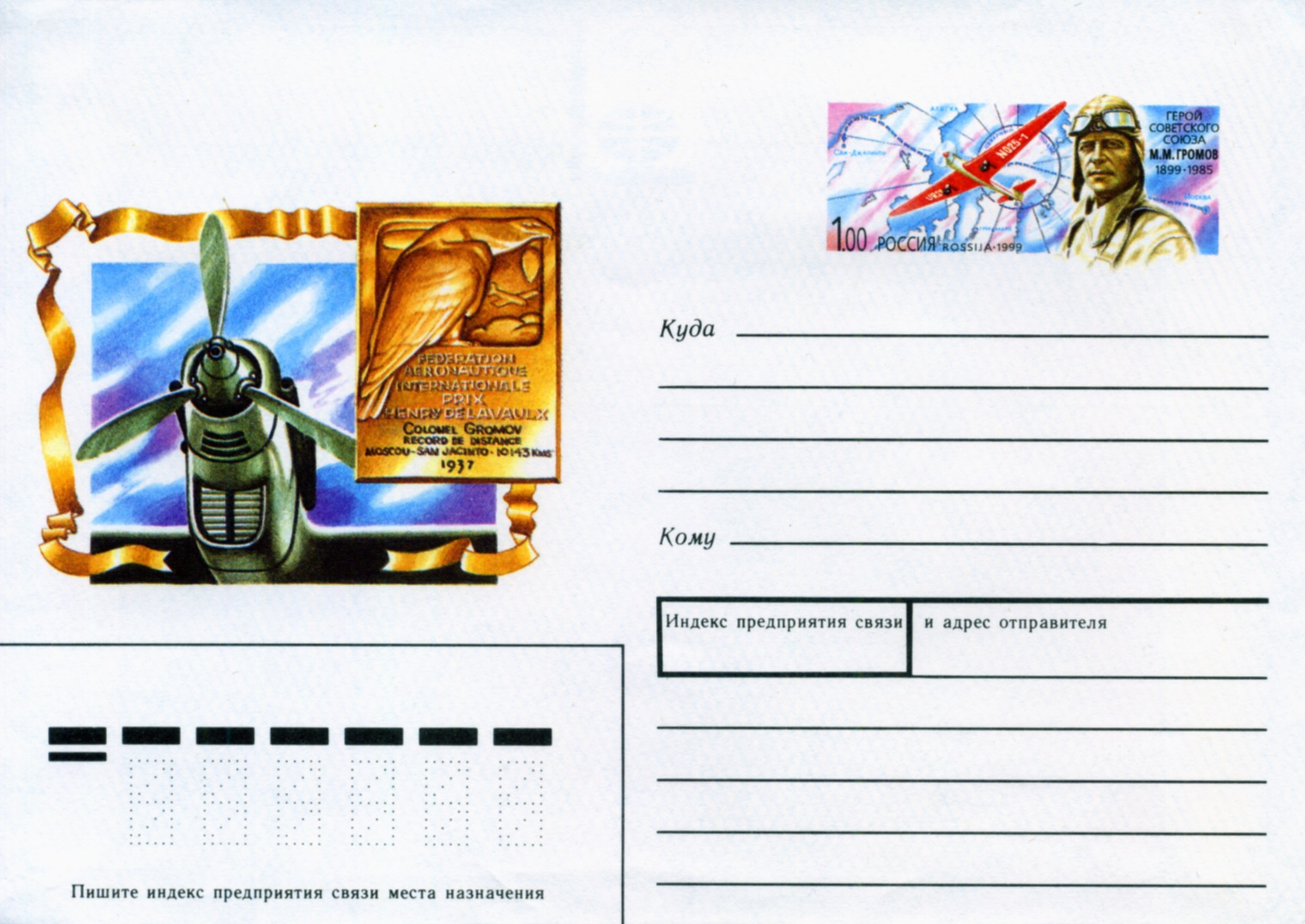
Enveloppe postale russe avec timbre commémoratif à l'occasion du centenaire de MM Gromov (1999)

La médaille Gromov a été créée en mars 2011 par le Gromov Flight Research Institute.

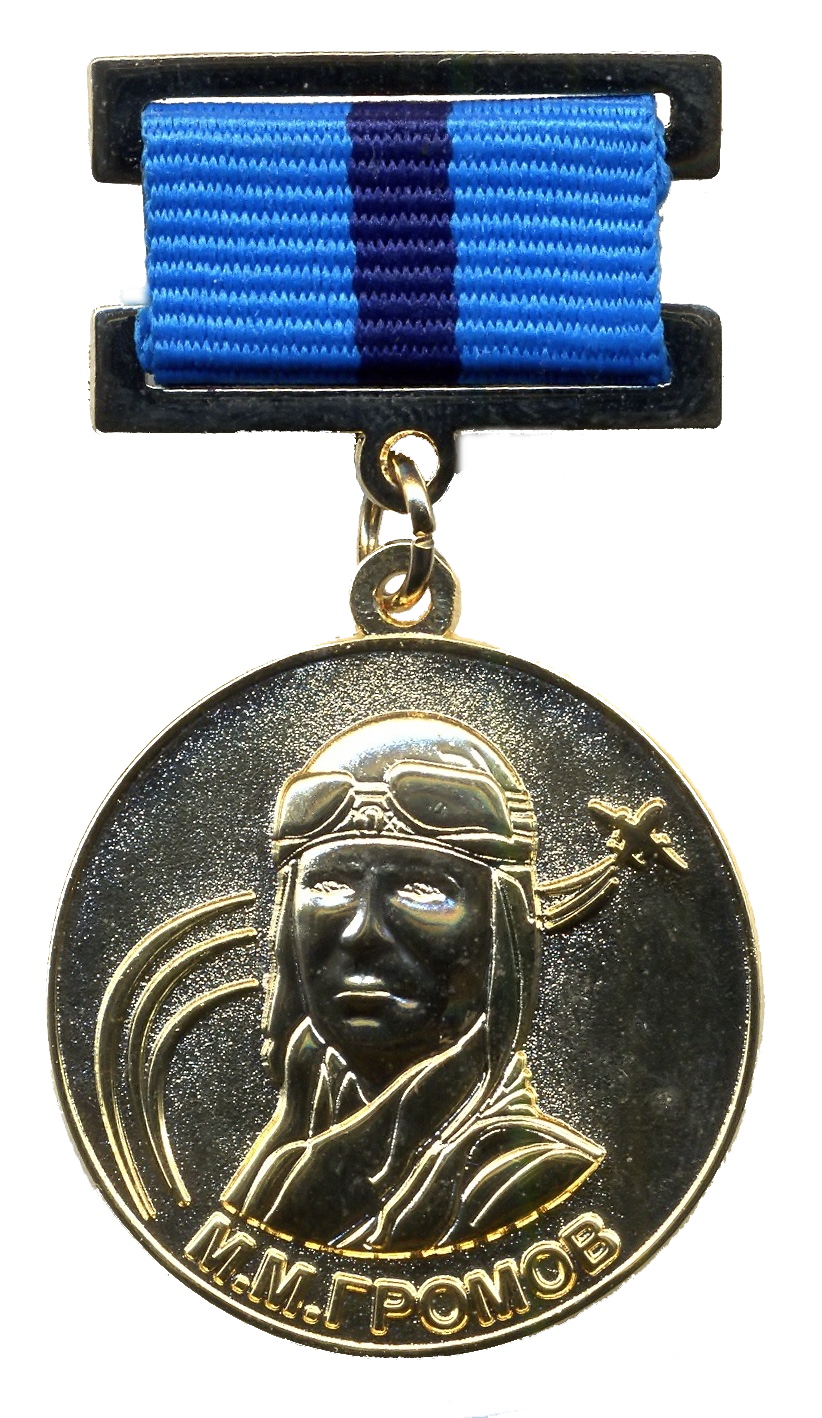
Recto
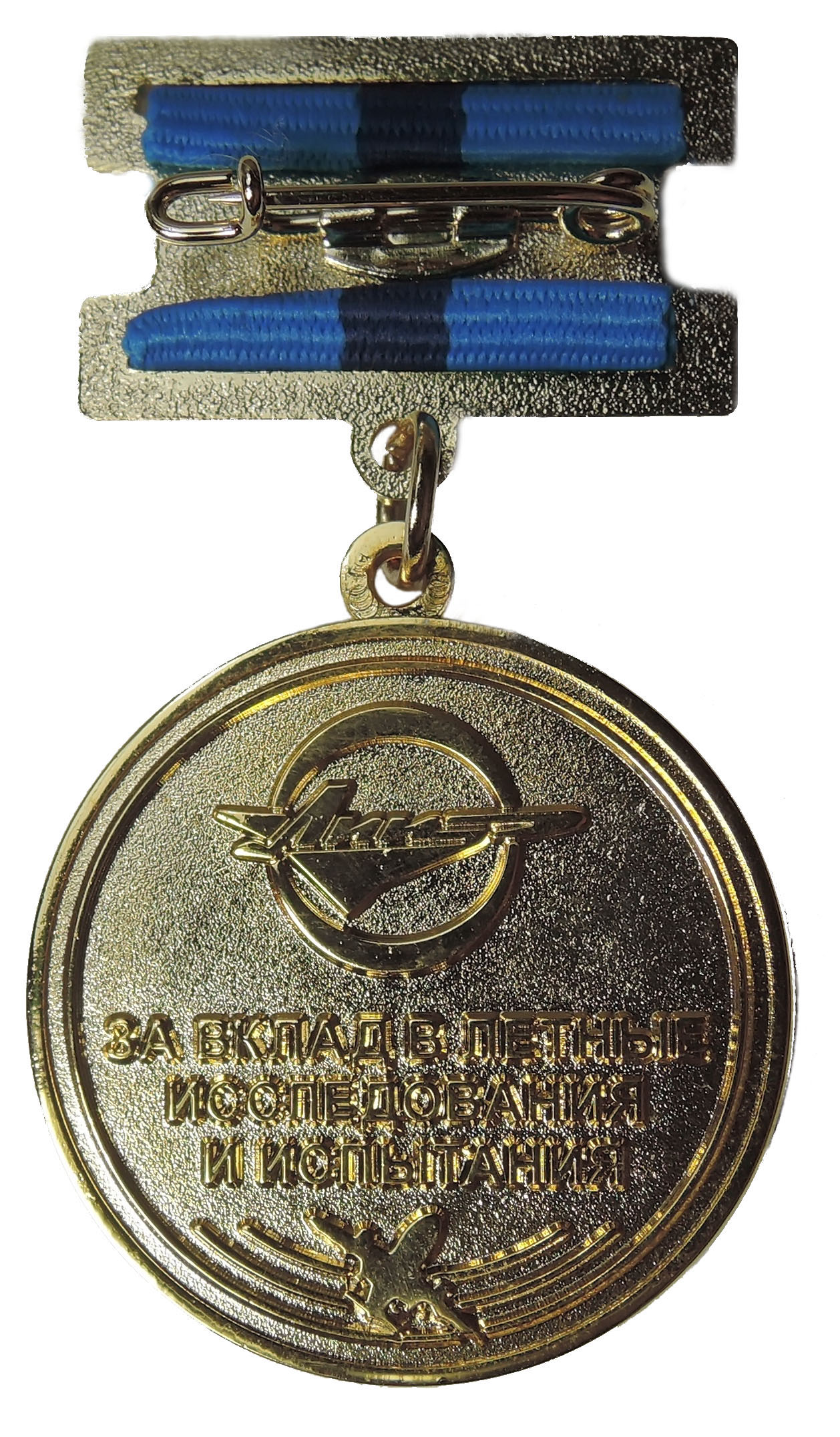
Verso